# Scorpaenodes smithi
Scorpaenodes smithi és una espècie de peix pertanyent a la família dels escorpènids.

## Descripció
- Fa 6 cm de llargària màxima.[5][6]

## Hàbitat
És un peix marí, demersal i de clima tropical que viu fins als 73 m de fondària.

## Distribució geogràfica
Es troba al mar d'Arafura i el nord-oest d'Austràlia.

## Observacions
És inofensiu per als humans.